# USS Cyclops
La USS Cyclops (AC-4) era una delle quattro navi carboniere della classe Proteus costruite per la marina militare degli Stati Uniti durante la prima guerra mondiale.

## Storia
Chiamata con il nome inglese dei Ciclopi, fu il secondo vascello a portare questo nome. La sua misteriosa scomparsa, avvenuta il 4 marzo 1918 mentre attraversava la zona del Triangolo delle Bermude era in rotta dalle Barbados a Norfolk, in Virginia, con un equipaggio di 309 persone a bordo, rimane un mistero a tutt'oggi. Il suo relitto non è mai stato ritrovato.

## Opere

### Romanzi
La nave Cyclops ed il suo approdo non programmato a Barbados vengono ampiamente descritti nel romanzo del 1986 Cyclops di Clive Cussler, in cui si immagina che la nave venga affondata da un'onda anomala al largo della costa cubana.

### Telefilm
Nella serie televisiva In viaggio nel tempo la nave Cyclops è la protagonista dell'episodio intitolato Fantasmi (Ghost Ship).

### Film
Nel film a cartoni animati Scooby-Doo e i pirati dei Caraibi la nave Cyclops si accosta alla nave dei protagonisti mentre si trovano nel centro nel triangolo delle Bermude.

### Videogame
Nel videogame del 2010 Dark Void il protagonista scopre ed esplora il relitto della nave.
Nel videogame del 2006 The Ship: Murder Party, la nave è una mappa giocabile.